# 한국의 쌀 생산

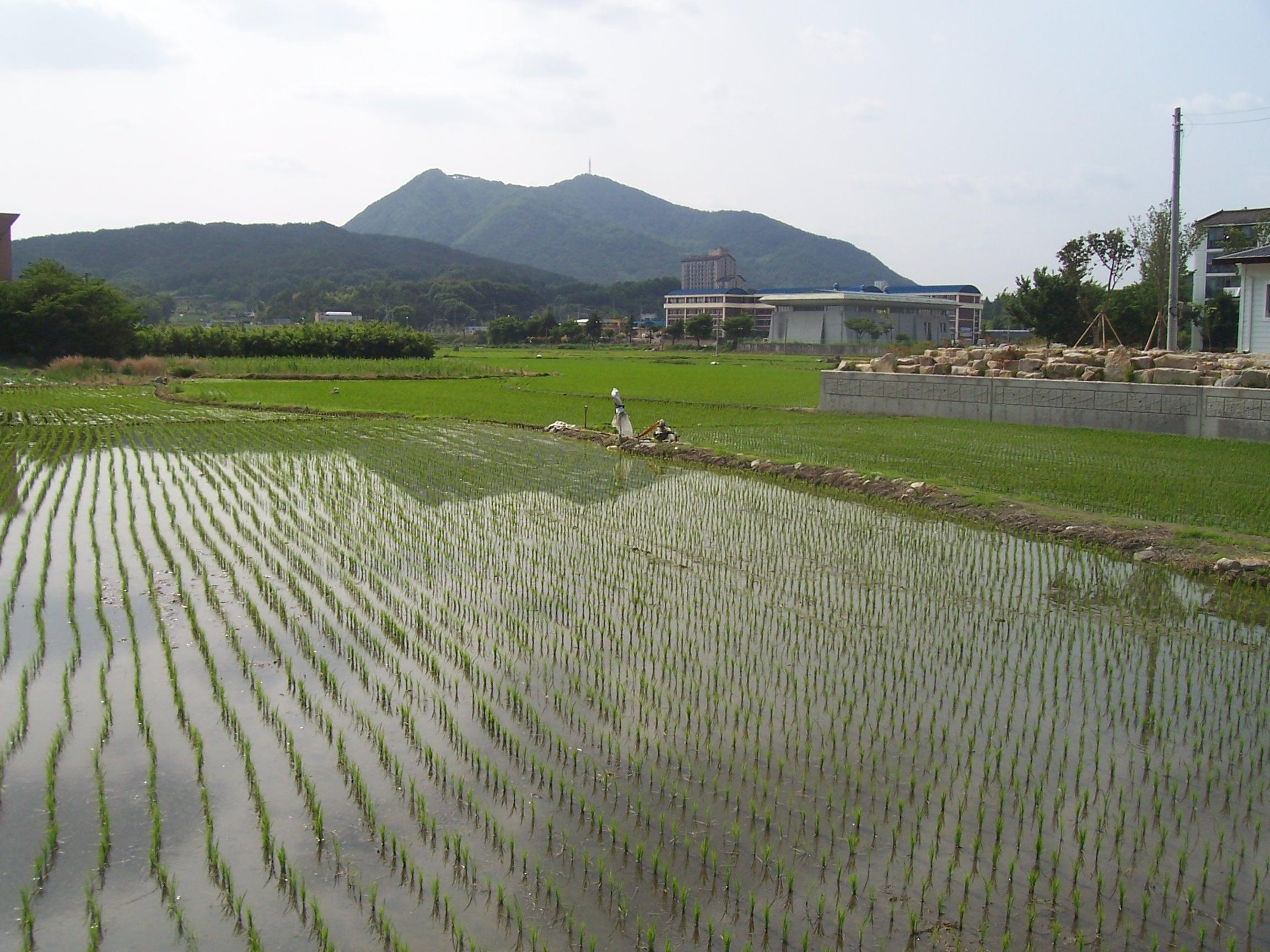
남원시의 논

한국에서 쌀농사가 시작된 것은 신석기시대 후기, 즉 서기전 2000∼3000년경이라는 기록이 있다. 그 뒤 삼국시대까지 쌀농사는 아주 원시적인 방법에 의하여 이루어졌으며, 수도 기술이 전면적으로 파급된 것은 삼국정립 이후 1, 2세기경으로 알려져 있다.『삼국사기』에 백제의 쌀농사에 관한 기록이 많은 점으로 미루어 삼국시대에 쌀농사가 상당히 발전하였음을 짐작할 수 있다. 그러나 쌀이 실제 국민들의 주식으로 등장하게 된 것은 조선시대부터라고 한다. 물론, 그 이전에도 쌀농사는 상당히 보급되었지만, 고구려만 하더라도 콩이 주된 식량작물로 재배되고 있었다. 조선 창업 이후 치산치수에 역점을 두고 많은 권농정책이 추진된 결과, 쌀생산은 꾸준히 증가함으로써 수백년을 이어오는 동안 쌀은 주식으로 뿌리를 내리게 된 것이다.

## 한국의 쌀 생산 현황

### 지역별 쌀 생산량
|            | 2019           | 2019                   | 2019          | 2020           | 2020                   | 2020          | 2021           | 2021                   | 2021          |
| 행정구역   | 재배 면적 (ha) | 1,000 m2 당 생산량(kg) | 총 생산량 (t) | 재배 면적 (ha) | 1,000 m2 당 생산량(kg) | 총 생산량 (t) | 재배 면적 (ha) | 1,000 m2 당 생산량(kg) | 총 생산량 (t) |
| ---------- | -------------- | ---------------------- | ------------- | -------------- | ---------------------- | ------------- | -------------- | ---------------------- | ------------- |
| 서울       | 123            | 488                    | 602           | 121            | 464                    | 563           | 187            | 512                    | 958           |
| 부산       | 2,330          | 510                    | 11,880        | 2,307          | 446                    | 10,281        | 2,169          | 531                    | 11,523        |
| 대구광역시 | 2,752          | 498                    | 13,704        | 2,919          | 485                    | 14,149        | 2,847          | 523                    | 14,895        |
| 인천광역시 | 10,233         | 491                    | 50,268        | 10,375         | 482                    | 50,006        | 11,747         | 507                    | 59,550        |
| 광주광역시 | 5,020          | 491                    | 24,644        | 4,966          | 457                    | 22,696        | 4,910          | 510                    | 25,047        |
| 대전광역시 | 1,074          | 504                    | 5,412         | 945            | 478                    | 4,515         | 1,131          | 533                    | 6,025         |
| 울산광역시 | 3,897          | 466                    | 18,146        | 3,907          | 456                    | 17,798        | 3,793          | 497                    | 18,837        |
| 세종시     | 3,943          | 532                    | 20,980        | 3,891          | 508                    | 19,754        | 3,340          | 547                    | 18,281        |
| 경기도     | 76,642         | 488                    | 373,740       | 75,127         | 464                    | 348,221       | 74,717         | 512                    | 382,680       |
| 강원도     | 28,640         | 527                    | 150,901       | 28,405         | 448                    | 127,387       | 28,903         | 538                    | 155,501       |
| 충청북도   | 33,247         | 523                    | 173,916       | 32,745         | 491                    | 160,623       | 33,403         | 523                    | 174,848       |
| 충청남도   | 132,171        | 537                    | 709,209       | 131,279        | 516                    | 677,524       | 135,398        | 571                    | 773,012       |
| 전라북도   | 112,141        | 539                    | 604,503       | 110,875        | 501                    | 555,760       | 114,509        | 519                    | 593,861       |
| 전라남도   | 153,919        | 471                    | 724,643       | 156,026        | 441                    | 687,299       | 155,101        | 508                    | 788,567       |
| 경상북도   | 97,465         | 543                    | 529,210       | 97,255         | 509                    | 495,055       | 95,830         | 541                    | 518,007       |
| 경상남도   | 65,979         | 503                    | 332,096       | 65,028         | 483                    | 314,333       | 64,079         | 529                    | 338,698       |
| 제주도     | 8              | 215                    | 16            | 8              | 231                    | 18            | 6              | 382                    | 21            |

### 벼 재배 환경
쌀 재배 환경에서 중요한 것은 날씨(기온, 일조량, 강우량), 토양, 생물학적 환경이다. 또한 토양 미생물, 잡초 등 생물학적 환경도 중요하다.
온도 : 모판 시기(약 30일)의 최저기온은 10도 이상이어야 한다. 이앙에서 출수까지의 평균 기온은 24~28도 정도여야 합니다. 그러나 한국의 기상 조건에서 수확할 때 적당한 온도는 일반적으로 10도 정도이다.
일조량 : 일조량이 많을수록 벼 수확에 도움이 된다.
강우량 : 강우량은 기온만큼 수확량과 밀접한 관련이 없다. 전반적으로 비가 적게 올수록 더 많은 쌀을 수확할 수 있다.
생물학적 환경 : 잡초는 통풍과 채광을 나쁘게 하고 양분을 빼앗아 가므로 없는 것이 좋다.

### 한국의 유명한 쌀 브랜드
이천 쌀

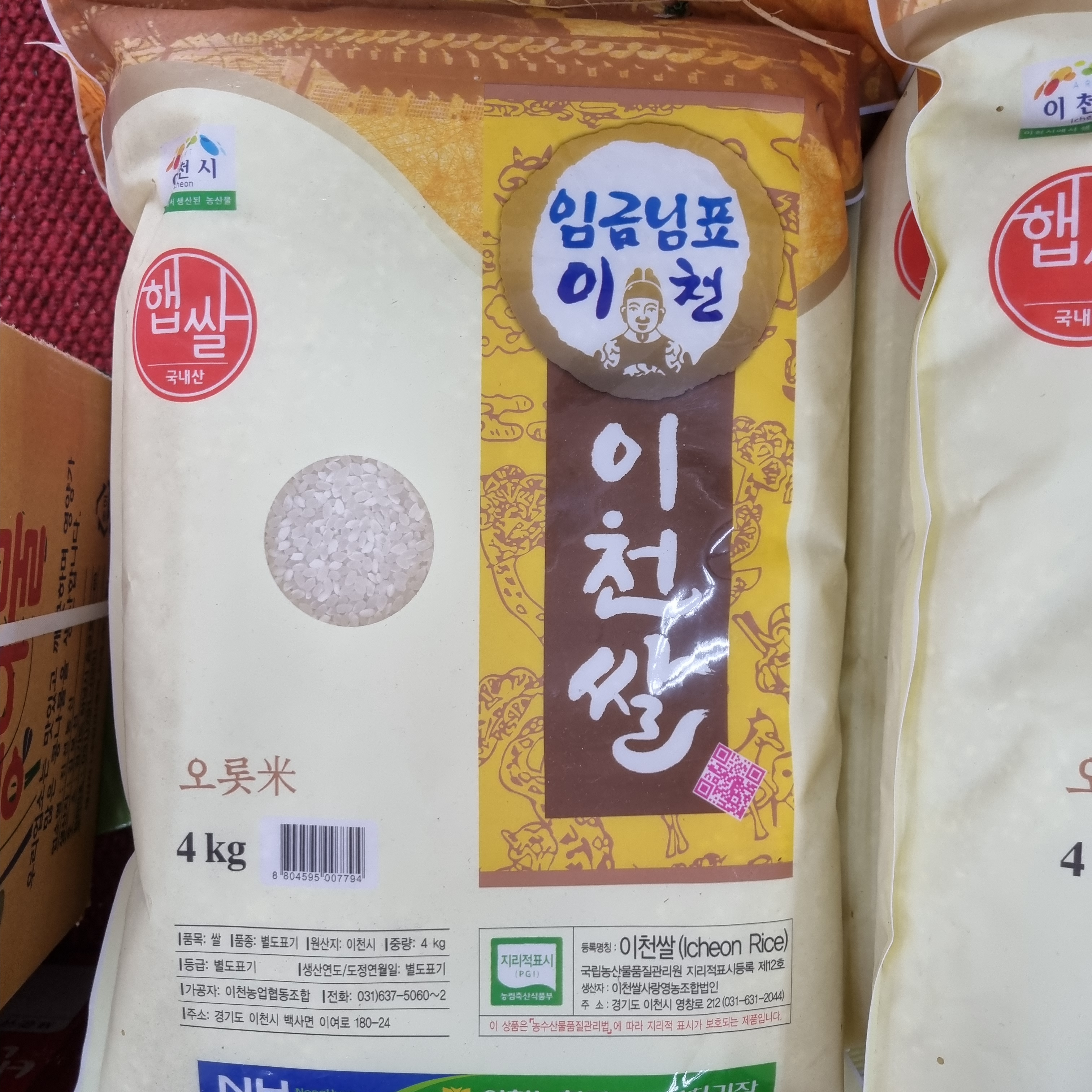
이천쌀

이천 쌀은 경기도 이천에서 생산되는 쌀이다. 이천 쌀은 이마트, 롯데마트, 홈플러스 등 대형 유통 업체와 소규모 유통 업체에서 가장 선호하는 상품이다. 이천 쌀은 밥맛을 나쁘게 하는 칼로리, 지방, 단백질 함량이 다른 지역보다 적고, 밥맛을 좋게 하는 티아닌, 니아신, 비타민, 필수아미노산 등은 상대적으로 많아 이듬해 3~4월이 지나도 다른 지역 쌀보다 밥맛이 월등히 좋다. 이천 쌀이 맛있는 이유는 세 가지다. 첫째, 이천 농민의 88%가 지하수를 사용한다. 둘째,  내륙 중앙에 위치한 분지형 지형으로 계절의 기온차와 밤낮의 일교차가 크기 때문에 결실과 품질이 우수하며 결실기에 일조량이 더 많아 쌀에는 더 없이 좋은 환경이다. 셋째, 비옥한 토질이다.
여주 쌀

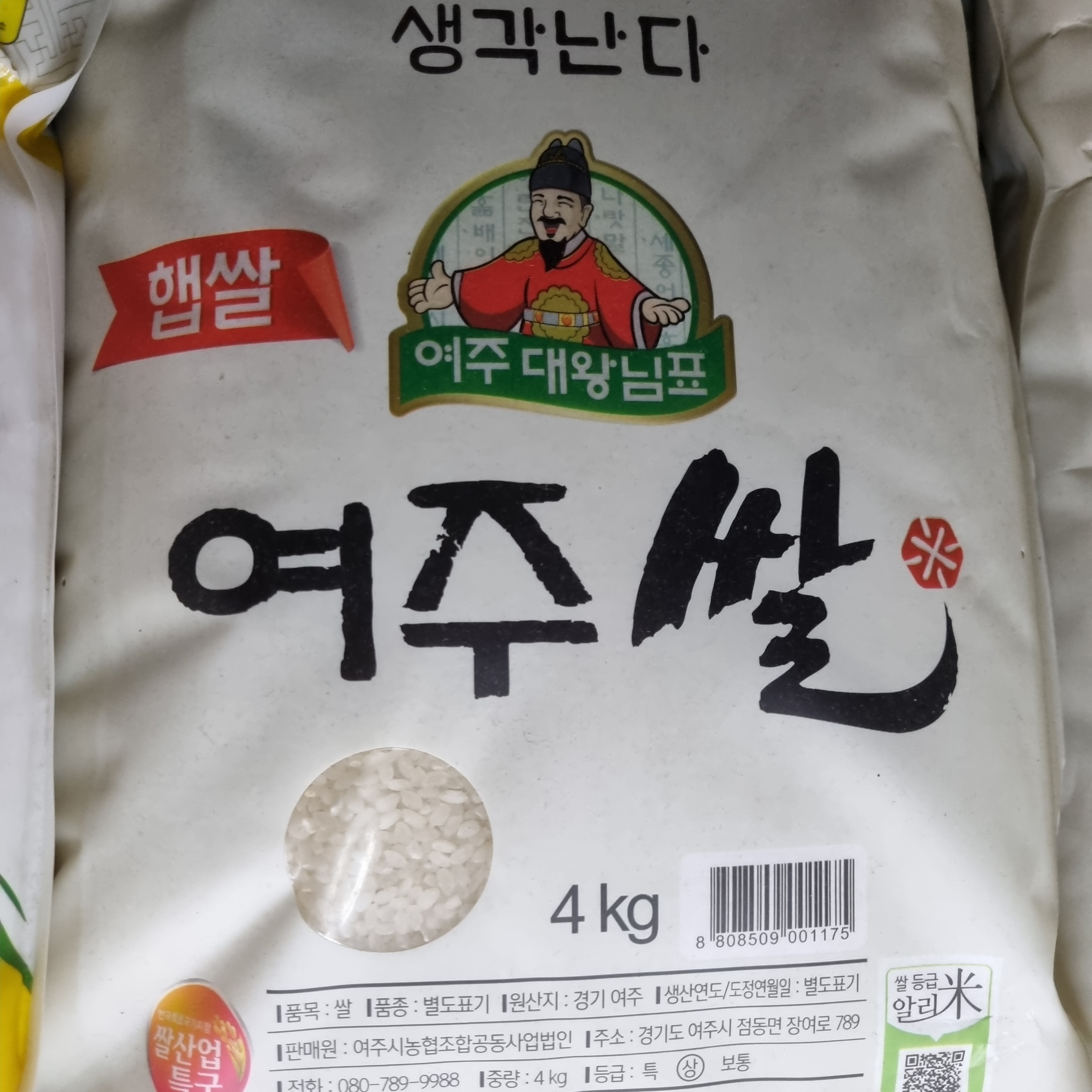
여주쌀

여주 쌀은 경기도 여주에서 생산되는 쌀이다. 여주 쌀은 경기도지사 인증을 받아야만 받을 수 있는 'G 마크'를 획득했다.  'G 마크'는 경기도에서 생산되는 농산물에 부여하는 브랜드 마크이다. 여주 쌀이 맛있는 이유는 뭄과 홍수에 큰 영향을 받지 않는 지역에 위치하고 높은 산도 적기 때문에 하루 종일 태양이 비치고,  낮과 밤의 일교차가 다른 지역보다 크기 때문이다. 여주는 남한강이 중심으로 흐르기 때문에 수질도 최상이다. 마지막으로  중 규산과 유기물의 함량 비율이 높은 사질양토가 풍부하여 농산물의 생육기까지 충분한 양분을 공급해주므로 양질의 쌀을 생산할 수 있다.

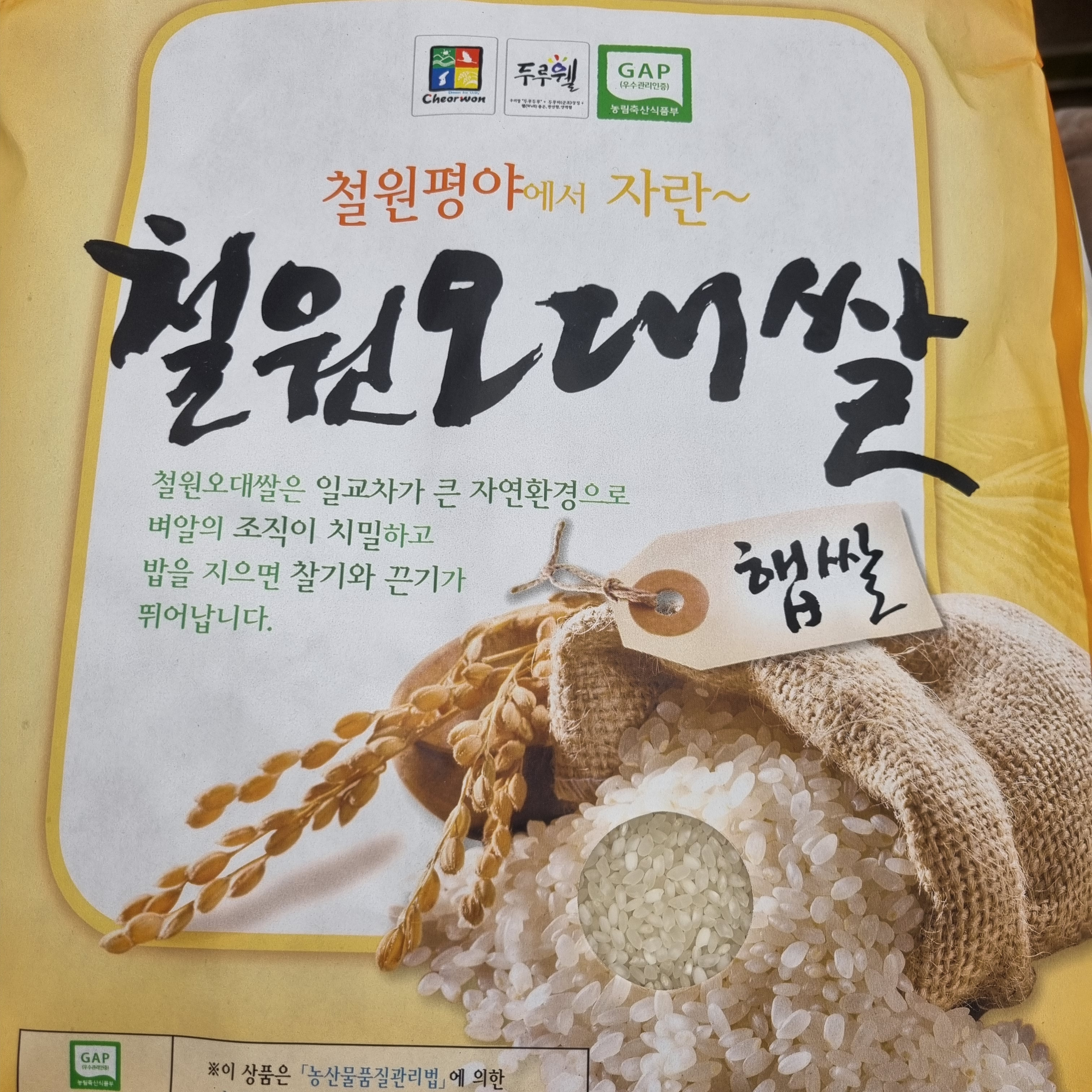
철원오대쌀
철원오대쌀은 강원특별자치도 철원군 비무장지대 인근에서 생산되는 쌀이다. 쌀알이 다른 쌀보다 크고, 쌀의 노화가 느리기 때문에 오랫동안 맛을 유지할 수 있다. 철원 오대쌀은 특유의 구수함과 단맛이 난다. 또한 쌀알 옆에 하얀 점이 있는 것도 특징이다. 현무암 무기질 황토 흙으로 구성된 철원평야의 기름진 점질 토양에서 재배되어 영양이 풍부하고 일교차가 크기 때문의 쌀의 찰기와 끈기가 뛰어나다.

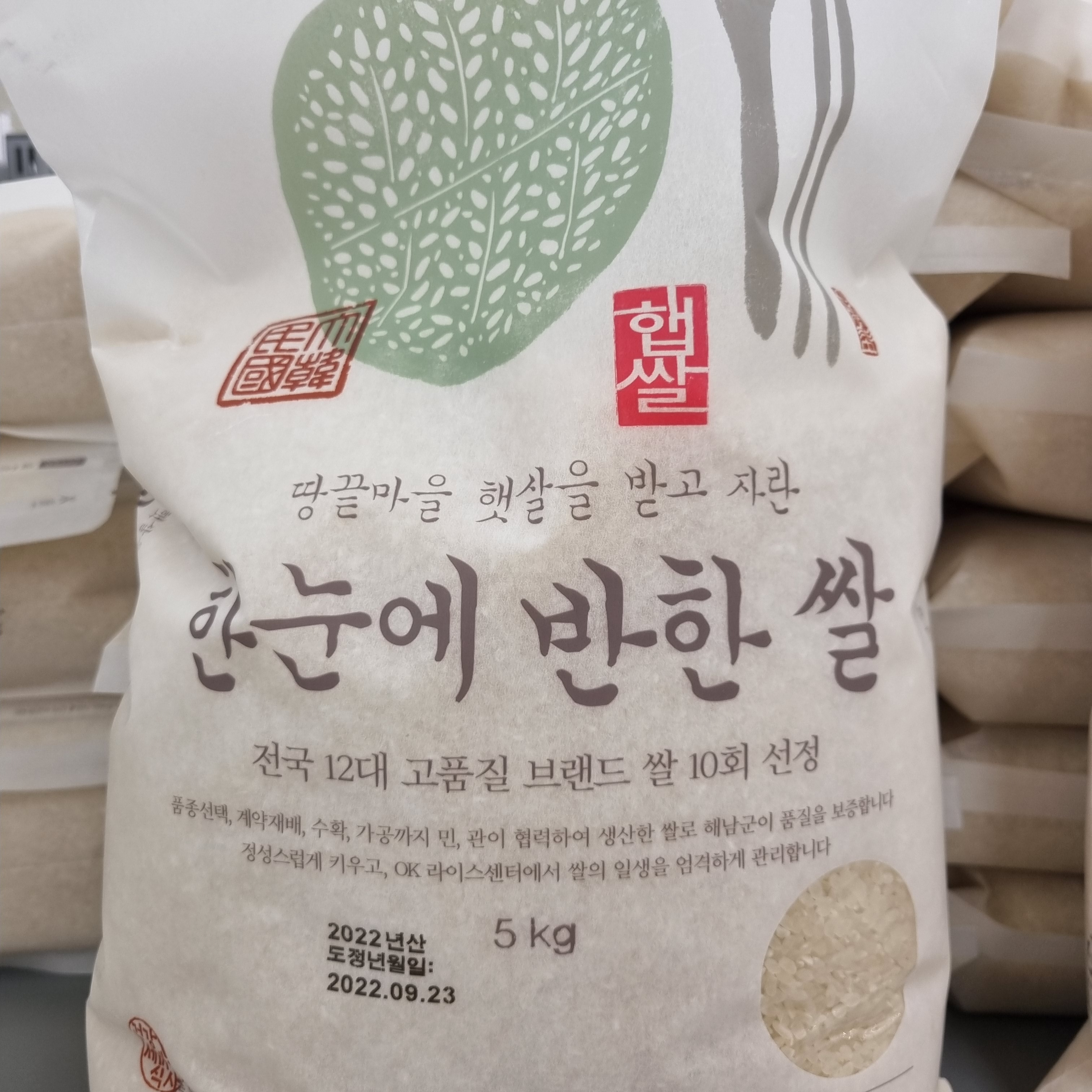
한눈에 반한 쌀
한눈에 반하는 쌀은 전라남도 해남에서 생산된다. 이 쌀은 초밥을 잘 만드는 데 사용된다.
한눈에 반한 쌀은 2006년, 2007년, 2009년 한국소비자원 우수브랜드 쌀 평가에서 대상을 수상하여 8년 연속 우수 브랜드 쌀로 선정되었다.

## 쌀 유통과 소비

### 쌀 수출량
|              | 2019     | 2019          | 2020     | 2020          | 2021     | 2021          |
| 나라         | 무게 (t) | 금액 ($1,000) | 무게 (t) | 금액 ($1,000) | 무게 (t) | 금액 ($1,000) |
| ------------ | -------- | ------------- | -------- | ------------- | -------- | ------------- |
| 미국         | 495      | 1,274         | 869      | 2,185         | 514      | 1,667         |
| 호주         | 468      | 1,205         | 517      | 1,313         | 345      | 1,163         |
| 싱가포르     | 181      | 345           | 204      | 424           | 93       | 263           |
| 베트남       | 63       | 155           | 131      | 247           | 97       | 229           |
| 아랍에미리트 | 73       | 167           | 53       | 149           | 62       | 215           |
| 홍콩         | 39       | 139           | 178      | 547           | 49       | 188           |
| 영국         | 24       | 76            | 61       | 173           | 69       | 186           |
| 네덜란드     | 29       | 131           | 20       | 61            | 41       | 153           |
| 캐나다       | 32       | 93            | 100      | 249           | 52       | 152           |
| 일본         | 34       | 96            | 17       | 57            | 34       | 123           |
| 그 외 나라   | 385      | 982           | 431      | 1,006         | 254      | 800           |
| 합계         | 1,823    | 4,663         | 2,587    | 6,471         | 1,610    | 5,139         |

한국의 주요 쌀 수출국은 미국, 호주, 싱가포르로 전체 수출의 60%를 차지한다. 코로나19가 안정되면서 외식 수요가 늘면서 미국, 호주 등 해외 한인 시장에 대한 한국 쌀 수요가 줄었다.
미국은 연간 약 500톤을 한국 마트와 한식당에 수출한다. K 콘텐츠의 인기로 쌀 가공식품에 대한 한식 소비 수요가 증가하고 있다.
일본은 연간 약 30톤을 수출한다. 쌀가공식품으로 전통주와 식혜에 대한 수요가 증가하고 있다.
베트남은 연간 약 97톤의 쌀을 수출하고 있으며, 떡볶이 프랜차이즈 진출이 확대되면서 쌀 가공식품이 증가하고 있다.

### 쌀 소비량

#### 1인간 연간 쌀 소비량
한국의 쌀 소비량은 1988년 이후 37년 연속 감소세다. 2021년 1인당 쌀 소비량은 56.9%이다. 2020년 대비 1.4%(0.8kg) 감소하였다.
쌀 소비량이 줄어든 이유는 식습관 변화 때문인 것으로 알려졌다. 집에서 요리하는 사람이 줄고, 음식을 배달하거나 외식을 많이 하는 문화가 확산된 탓이다. 다만 지난해 쌀 소비량 감소 폭이 지난 2년에 비해 완화됐다는 게 농식품부의 설명이다. 실제로 지난해 1.4% 감소한 것은 2019년 3.0%, 2020년 2.5%에도 못 미치는 수준이다. 쌀 소비 감소 폭의 첫 번째 이유는 국물, 찌개 등 가정간편식 시장 확대에 따른 집밥의 수요 증가다. 그리고 두 번째는 쌀 소비량이 상대적으로 많은 1인 가구의 증가이다. 세 번째 이유는 코로나19 이후 집밥을 선호하는 사람들이 많아졌기 때문이다.

#### 기업의 쌀 소비량
2021년 사업 부문 쌀 소비량은 총 68만 톤으로 2020년 65만 톤보다 3만 톤(4.6%↑) 증가했다. 업종별로는 도시락, 국수, 떡, 식사용 조리식품 등의 수요가 전년 대비 10% 이상 증가했고 설탕, 주류 등의 수요는 소폭 감소했다. 특히 2021년 도시락 제조업이 2020년에 비해 16% 증가했으며, 최근 3년간 즉석밥 등 조리식품에 대한 수요가 꾸준히 증가하고 있다.
| Year | 1인 당 소비량(kg) | 기업 소비량(t) |
| ---- | ----------------- | -------------- |
| 2017 | 61.8              | 708,000        |
| 2018 | 61.0              | 756,000        |
| 2019 | 59.2              | 744,000        |
| 2020 | 57.7              | 650,000        |
| 2021 | 56.9              | 680,000        |

### 쌀의 경제적 의미
벼는 한국·중국·일본·동남아시아 등 계절풍의 영향을 받는 지역에 적합한 작물로서 단위 면적당 수량이 가장 높은 작물의 하나이다. 대한민국처럼 농지가 협소한 나라에서 많은 인구의 식량을 해결하기 위해서는 벼와 같이 토지의 생산성이 높은 작물을 재배하는 것이 매우 효율적이다. 이러한 이유 때문에 쌀은 주식으로서의 의미와 대한민국 사람들의 생활과 불가분의 관계를 맺어왔다. 또한 쌀의 생산, 유통 및 소비는 대한민국의 경제의 기초가 되었다고 볼 수 있다.
화폐가 발생하기 이전에 쌀은 화폐를 대신하여 사용되었다. 물물교환을 할 때, 물건끼리의 가치 비교와 수량의 분할에는 많은 어려움이 있었다. 이를 해결하기 위해 생활필수품인 쌀이 사용되었다. 신라 소지왕 때 화폐로서 쌀이 사용되었다는 기록이 있다. 이는 삼국시대에도 쌀이 화폐로 사용되었음을 보여준다.
화폐가 생긴 이후로는 쌀의 화폐 기능이 점점 사라졌지만 농촌지역에서는 쌀의 화폐 기능이 남아 있었다. 1965∼1981년 사이 소작료 지불의 경우 쌀로 지불한 현물 지출 비율이 70∼94%로서 현금 지출을 크게 넘어섰다. 특히, 쌀은 경제 발전 과정에서 농가의 부를 나타내는 상징이었다.
쌀은 가장 중요한 주식으로서 국민의 영양공급 면에 있어서도 큰 비중을 차지하고 있다. 그뿐만 아니라 쌀은 국민의 기본 식품으로 가계비에서 차지하는 비중도 높기 때문에 쌀값의 상승은 도시에 사는 사람들의 가계비에 큰 압박 요인이 된다. 그리고 나아가서는 노임 인상 요인으로 작용하여 결국 일반 물가의 상승을 유발하게 된다. 즉, 이는 쌀값이 너무 비싸거나 너무 저렴해도 안된다는 것을 알려준다. 왜냐하면 쌀값이 너무 비싸면 사람들이 쌀을 사 먹을 수 없게 된다.  반면에 쌀값이 너무 저렴하면 쌀을 재배하는 농민들의 생활비를 보장해 줄 수 없기 때문이다.

## 쌀 재배 역사
한국에서 재배되는 아시아 쌀의 가장 유력한 기원지는 인도 북부 아삼지역과 중국 윈난지역이다. 그러나 최근 한국 충청북도 소로리의 구석기 시대 토층에서 볍씨가 발굴되면서 쌀의 기원과 전파 경로에 대한 새로운 관심이 높아지고 있다.
대한민국의 선조들은 쌀을 먹기 전에 잡곡을 주식으로 먹었다. 쌀 재배는 북쪽을 통해 한국에 들어왔으며, 기후와 지세 그리고 수원의 편리 등 유리한 조건으로 인하여 영남 지방과 호남 지방에서 특히 활발하게 되었다. 삼국시대에 있어서 백제·신라의 쌀 생산이 국가 규모로 장려되었고, 특히 통일신라시대에는 쌀이 주곡 중에서 제1위를 차지하게 되었다. 한국의 재래벼는 쓰러짐에 약하고 도열병에 약하지만, 풍토에 맞게 추위에 강하고 물이 부족해도 잘 자라는 특징을 가졌다.
이로 인해 고려 시대에는 쌀 재배가 보편화되었고, 쌀 창고를 만들고 재배 방법을 개선하며 농경지를 넓히는 등 쌀 재배가 강화되었다. 인구가 증가하고 쌀에 대한 선호도가 높아지면서 쌀 생산은 과거보다 더 필요하게 되었다. 조선시대에는 모내기 방법이 전국으로 확산되어 모내기량이 증가하였다.
조선 후기에 이르러 농민 스스로 우량 품종을 개발했다. 한국의 재래벼 품종은 1500여종에 달했지만 일제 강점기 재래벼를 폐지하고 일본의 벼품종을 도입하는 정책으로 급격히 무너지면서 1935년에는 55종만 남아있다.
비록, 1978년 병해충 피해와 냉해 피해 등으로 쌀 수확량이 줄었지만, 그러나 1980년대 중반 이후 한국은 통일벼의 개발과 보급에 있어 개발된 기술 덕분에 쌀의 실질적인 자급자족을 이룰 수 있었다.

## 쌀 도정 과정
벼는 벼 껍질에 해당하는 부분을 제거한 후에야 먹을 수 있는데, 이 공정을 바로 도정이라고 한다. 벼에서 왕겨 부분만 벗겨 낸 것을 현미라고 하며, 이로 인해 현미는 약간 거무스름한 색을 띈다. 현미에는 벼의 발아에 필요한 여러 가지 기능을 하는 성분이 들어있는데, 이 성분들은 필요한 영양소이기도 하지만 쉽게 부패하는 성질을 가지고 있어 보관 시 주의해야한다.
마찰과 찰리 작용 등 강한 마찰을 이용하여 쌀 겨층을 박리하는 것이 일반적인 도정의 원리이다. 그 외에도 연삭식 정미기가 있는데, 이는 연삭작용과 충격작용을 이용하여 정미를 한다. 또 단단 정미방식을 사용하기도 하는데 이 경우 처음에는 연삭식, 그다음에 마찰식을 사용하는 방법이다. 대형 정미기는 여러 대의 정미기를 조합하여 운영하는 경우가 많고, 정선기, 정미, 선별기, 혼비, 강화장치 등을 통해 표준화 된 정미를 다량 생산하여 상품가치를 올리고 가공비를 절감한다.

벼 수확 : 논에서 벼를 콤바인으로 수확, 탈곡한다.
벼 건조 : 도정할 벼를 도정적정수분율 14~15% 내외로 건조 시킨다.
조곡 투입 : 도정할 벼를 1차 석발하기 위해 정선기로 올린다.
1차 석발 : 도정에 맞지 않는 벼 이외의 이물질을 선별한다.
현미 도정 : 1차 석발한 벼를 현미기로 왕겨층(과피)를 제거한다.
정치 선별 : 현미 중에 쌀 이외의 이물질(청치, 쭉정이, 티끌 등)을 선별한다.
2차 석발 : 현미 중에 작은 입자의 돌을 선별한다.
백미(분도미) 도정 : 주문에 따라 정미기로 미강층을 제거하여 5분도, 7분도 백미 등으로 도정한다.
싸래기 선별 : 쌀에 섞여있는 작은 입자의 싸래기(부러진 쌀)을 선별한다.
색체 선별 : 쌀에 섞여있는 썩은 쌀이나 청치, 앵미 등을 선별한다.
계량 및 포장 : 주문에 따라 800~20kg까지 포장지에 도정한 쌀을 계량하여 포장한다.
출하 : 포장된 쌀을 운송한다.

## 쌀 저장
쌀을 보관하는 방법
쌀은 외부 온도에 민감하게 반응하기 때문에 적절한 방법으로 보관해야 품질 변화가 적다. 쌀을 저장하는 곳의 온도가 높으면 쌀에 포함된 지방이 공기 중 산소와 결합하여 산도가 올라가고 냄새가 나며 밥맛도 나빠진다. 농촌진흥청이 저장 온도에 따른 쌀 품질 변화를 살펴본 실험에서 4도에서 보관한 쌀이 밥맛, 신선도, 색의 변화가 적어 품질이 가장 오래 지속되는 것으로 나타났다.
일반 가정에서는 쌀을 밀폐용기에 담아 냉장고에 보관하는 것이 가장 좋다. 사정이 여의치 않으면 평균온도가 15도 이하인 10~4월*까지는 햇빛이 들지 않는 서늘한 곳에 보관하는 것을 권장한다. 부득이하게 여름철 상온에서 보관해야 한다면 소 포장된 쌀을 구매해 빠른 시일 내 소비하는 것이 좋다. 반대로 겨울철에 기온이 영하로 내려가면 쌀이 얼어 수분 부피가 커지고 금이 갈 수 있으므로 주의해야 한다.
외부 공기와 접촉하면 수분이 말라 밥맛이 떨어질 수 있으므로 밀폐용기에 보관하는 것이 좋다. 특히 습기가 많고 온도가 높은 여름철에는 해충, 곰팡이, 세균 등 미생물이 발생할 수 있기 때문에 서늘하고 습도가 낮은 곳에서 보관해야 한다.

공공비축제도
공공비축제도는 곡물의 수급 불안, 자연재해, 전쟁 등 식량위기에 대비해 일정량의 식량을 보관하는 한국 정부의 제도이다. 연간 소비량의 17~18%를 비축하고 있으며, 10월~12월 수확기에 농민으로부터 전국 평균쌀값으로 매입하되 공공비축미 매입 시기에는 8월 산지쌀값의 90%수준에서 우선지급금을 지급하고 사후(차년 1월)에 정산한다. 매입한 공공비축미는 군·관수용 등으로 일정량을 연중 공급하며, 시장에는 공매를 통해 시가로 방출한다. 회전비축을 원칙으로 운영하며, 저장기간 경과에 따른 급격한 품질저하 방지 및 재고순환 등을 위해 매년 일정 물량을 교체한다.
| ×         | 2014    | 2015    | 2016    | 2017    | 2018    | 2019    | 2020    | 2021    | 2022          |
| --------- | ------- | ------- | ------- | ------- | ------- | ------- | ------- | ------- | ------------- |
| 매입량(t) | 370,000 | 360,000 | 360,000 | 340,000 | 340,000 | 340,000 | 320,000 | 340,000 | 450,000(계획) |
| 매입가(₩) | 57,740  | 52,270  | 48,280  | 52,570  | 67,050  | 65,750  | 75,140  | 74,300  | -             |

## 같이 보기
- 논
- 줄속
- 한국의 쌀 문화